# 顆粒靜蟹
顆粒靜蟹（學名：Galene granulifera），是一種已滅絕的靜蟹科成員，生存於上新世早期的台灣，化石分布在桃園以南到苗栗之間。

## 外部連結
- Galene granulifera  - Mindat.org
- Galene granulifera  （页面存档备份，存于） - PaleoBioDB
- 顆粒靜蟹化石  （页面存档备份，存于） - 臺南左鎮化石園區